# Arnošt Klimčík
Arnošt Klimčík, češki rokometaš, * 24. julij 1945, † 21. marec 2015.
Leta 1972 je na poletnih olimpijskih igrah v Münchnu v sestavi češkoslovaške rokometne reprezentance osvojil srebrno olimpijsko medaljo.